# Kessowa Gora
Kessowa Gora (russisch Ке́сова Гора́) ist eine Siedlung städtischen Typs in der Oblast Twer in Russland mit 3877 Einwohnern (Stand 14. Oktober 2010).

## Geographie
Der Ort liegt knapp 120 km Luftlinie nordöstlich des Oblastverwaltungszentrums Twer am rechten Ufer des linken Wolga-Nebenflusses Kaschinka.
Kessowa Gora ist Verwaltungszentrum des Rajons Kessowogorski. Die Siedlung ist Sitz und einzige Ortschaft der Stadtgemeinde (gorodskoje posselenije) Possjolok Kessowa Gora sowie Sitz der Landgemeinde Kessowskoje selskoje posselenije, zu der 40 Ortschaften gehören, aber nicht Kessowa Gora selbst.

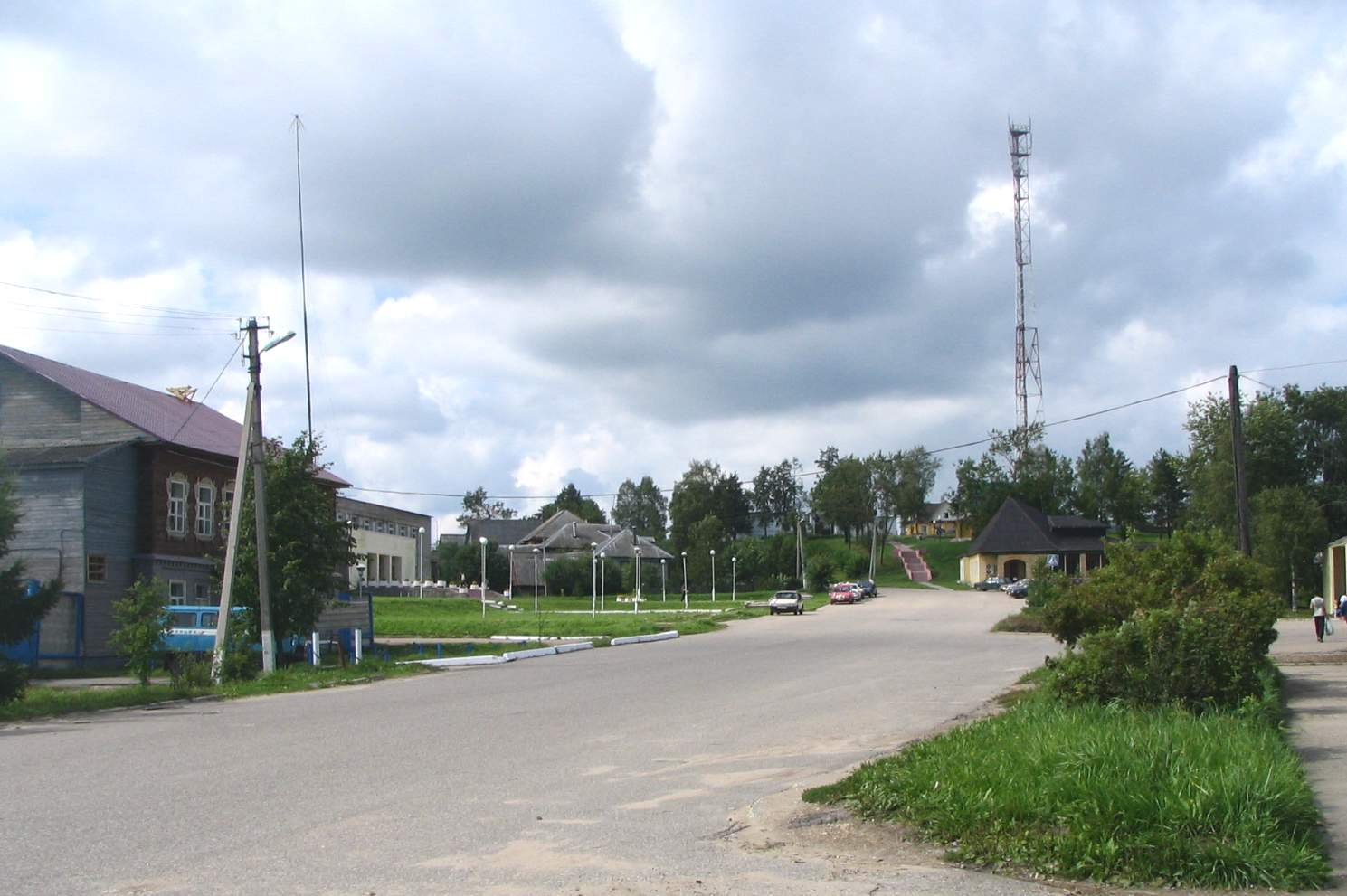
Ortszentrum
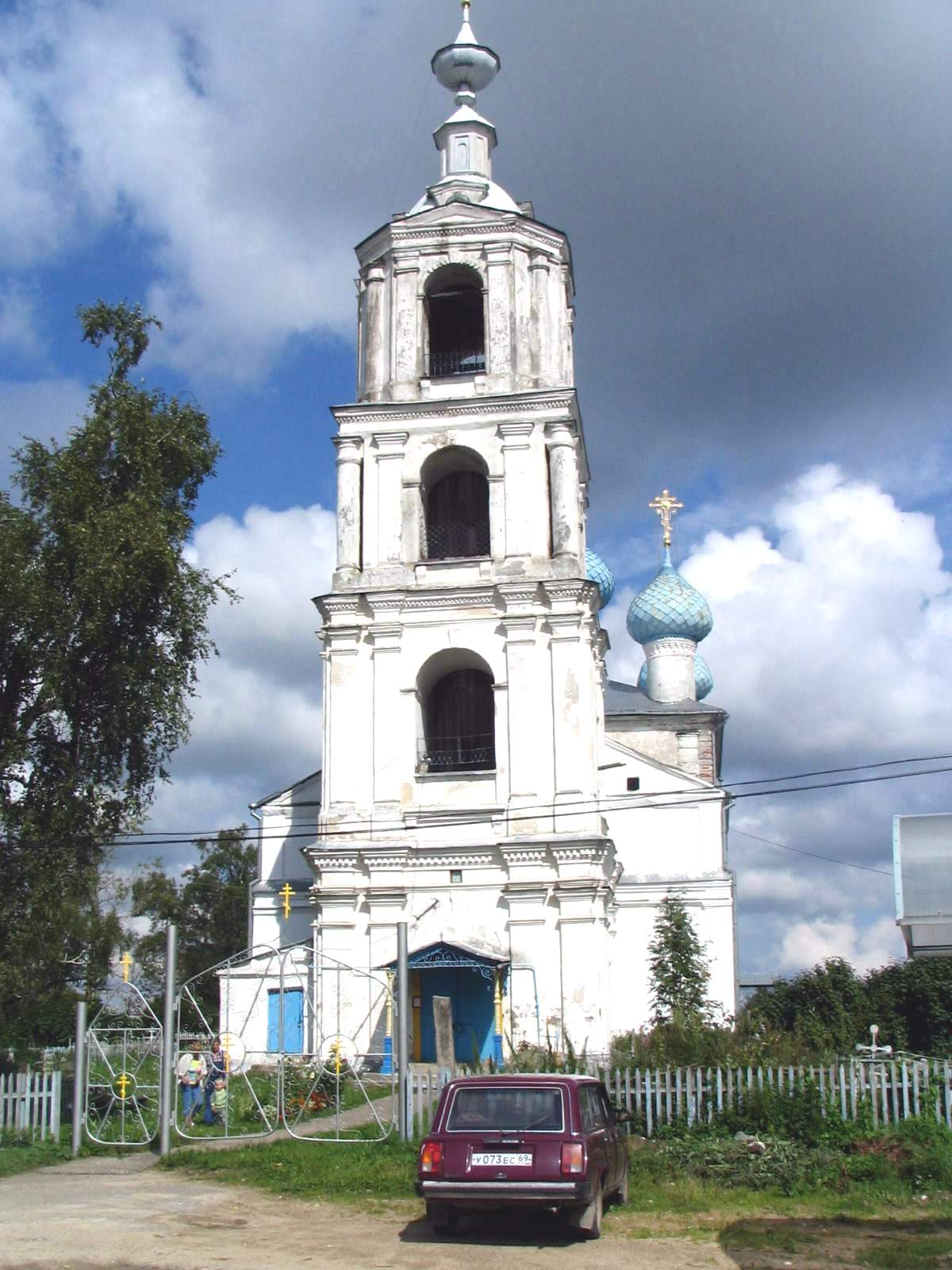
Nikolai-Kirche (1799)
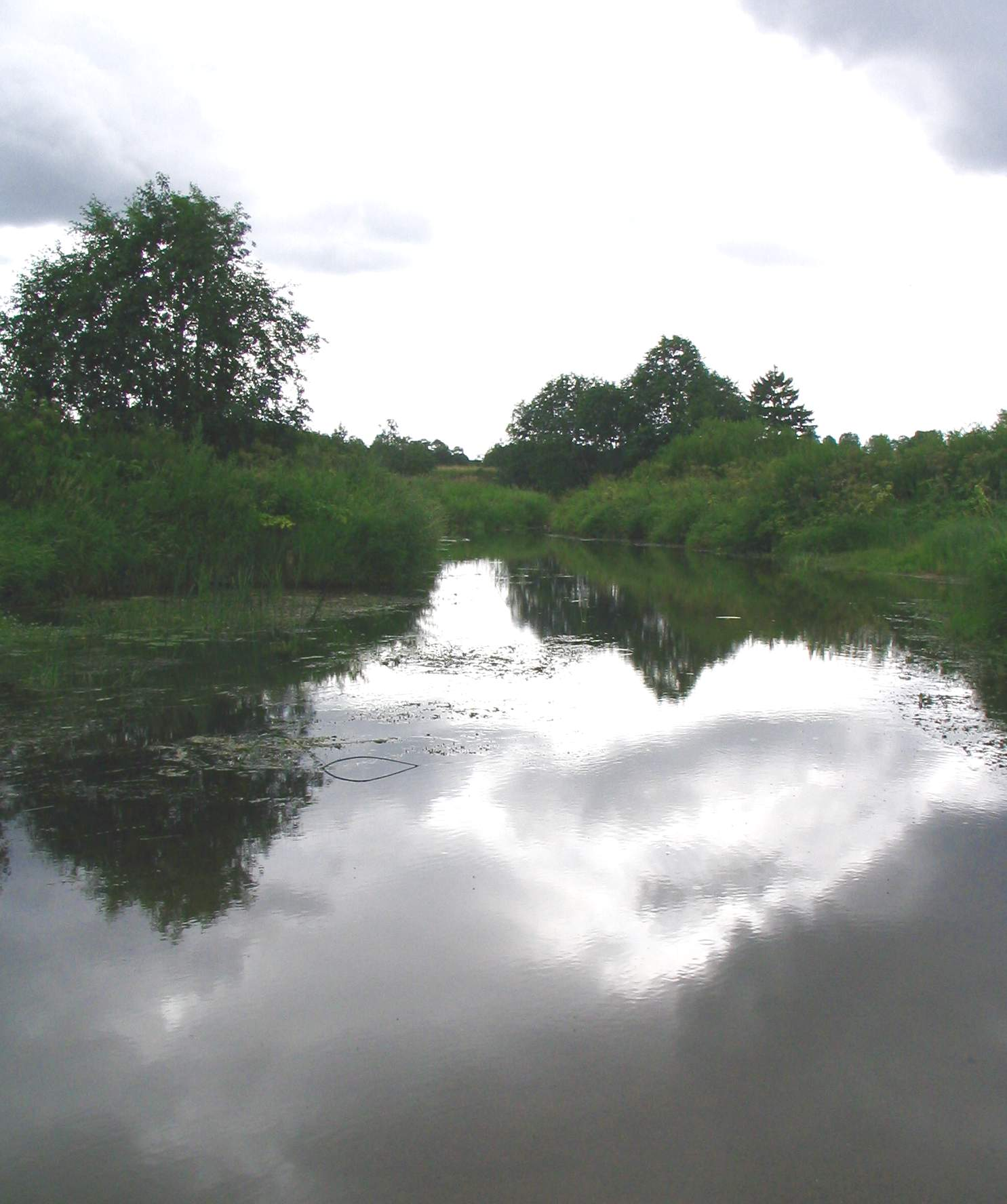
Die Kaschinka bei Kessowa Gora

## Geschichte
Der Ort wurde erstmals 1238 urkundlich erwähnt, anfangs in der Form Kiassowa Gora; der erste Teil des Namens ist finno-ugrischen Ursprungs. Ab dem 18. Jahrhundert gehörte er zum Ujesd Kaschin des Gouvernements Twer und wurde Sitz einer Wolost.
Am 12. Juli 1929 wurde Kessowa Gora Verwaltungssitz eines neu geschaffenen, nach ihm benannten Rajons. 1975 erhielt der Ort den Status einer Siedlung städtischen Typs.

### Bevölkerungsentwicklung
| Jahr | Einwohner |
| ---- | --------- |
| 1897 | 1119      |
| 1939 | 3207      |
| 1959 | 2138      |
| 1970 | 2665      |
| 1979 | 3392      |
| 1989 | 4208      |
| 2002 | 4076      |
| 2010 | 3877      |

Anmerkung: Volkszählungsdaten

## Verkehr
Kessowa Gora besitzt einen Bahnhof bei Kilometer 237 der auf diesem Abschnitt 1899 eröffneten Eisenbahnstrecke Moskau – Kimry (Bahnhof Sawjolowo) – Pestowo (– Sankt Petersburg).
Durch die Siedlung verläuft die Regionalstraße 28K-0096, die die nordwestlich beziehungsweise südöstlich benachbarten Rajonzentren Beschezk (Anschluss Richtung Wyschni Wolotschok) und Kaschin (Anschluss in Richtung Kaljasin – Sergijew Possad) verbindet.